# Falsicingula
Falsicingula is een geslacht van weekdieren uit de klasse van de Gastropoda (slakken).

## Soorten
- Falsicingula aleutica (Dall, 1887)
- Falsicingula athera Golikov & Scarlato, 1967
- Falsicingula kurilensis (Pilsbry, 1905)
- Falsicingula mundana (Yokoyama, 1926)
- Falsicingula ventricosior (Middendorff, 1851)